# Matrimoni entre persones del mateix sexe a Grècia
El matrimoni entre persones del mateix sexe a Grècia va ser legalitzat el 15 de febrer del 2024.
El juliol del 2023 el govern grec reelegit i encapçalat pel partit Nova Democràcia va anunciar la seva voluntat de legalitzar el matrimoni entre persones de del mateix sexe.

## Precedents

### Acords de convivència per a parelles de sexe oposat
El govern de Grècia sota el control del primer ministre Kostas Karamalis (2004 - 2009), de Nova Democràcia, es va oposar al matrimoni entre persones del mateix sexe. L'any 2008 el govern va proposar una llei que oferia drets a parelles que no estiguessin casades, sempre i quan fossin del sexe oposat.
L'abril del 2006 el Moviment Socialista Panhel·lènic (PASOK) sota el control de Geórgios Andreas Papandreu, aleshores a l'oposició, va presentar una proposta legislativa per al reconeixement de parelles no casades del mateix sexe i del sexe oposat que seguia l'exemple francès del pacte civil de solidarité. Això no obstant, segons l'opinió d'alguns grups LGBT, la polèmica terminologia que feia servir la proposta no va provocar grans avenços en matèria de drets LGBT, entre altres perquè la llei proposada pel PASOK no permetia l'adopció en parelles del mateix sexe. El novembre del 2008 el mateix partit va tornar a presentar un projecte de llei pels acords de convivència, però no va tenir recorregut al personal
L'arquebisbe Ieromys II d'Atenes, primat de l'Església de Grècia, va declarar que "hi ha una necessitat de canviar amb el temps" amb relació a la llei del govern grec del 2008, tot i que no estpa clar si es referia també a les parelles del mateix sexe, especialment perquè la institució s'havia oposat als drets LGBT i a aquest tipus d'unions en particular.
Finalment la llei proposada per Nova Democràcia va aplicar-se el 26 de novembre del 2008, establint un model de parella conegut com a acords de convivència (en grec, σύμφωνο συμβίωσης, sýmphōno symbíosēs) només aplicable a parelles de sexe contrari.

### Extensió de la llei per a parelles del mateix sexe
Abans de les eleccions parlamentàries del 2009 el Moviment Socialista Panhel·lènic (PASOK) va anunciar el seu suport als acords de convivència entre persones del mateix sexe en una resposta al qüestionari enviat per l'associació en favor dels drets de les persones LGBT grega OLKE (Ομοφυλοφιλική Λεσβιακή Κοινότητα Ελλάδας, Comunitat Lesbiana i Gai de Grècia). El PASOK va guanyar la majoria dels escons del parlament en aquelles eleccions.
El 17 de setembre del 2010, el ministre de Justícia Haris Kastanidis va anunciar la creació d'un comitè especial per preparar una llei de registre de parelles que inclouria les unions del mateix sexe i les de diferent sexe. Aquest comitè, constituit el 29 de juliol del 2010, tenia la tasca de fer propostes al voltant de la llei de modernització de la família.
L'agost del 2011, el govern va anunciar oficialment que la llei per al reconeixement de les relacions entre persones del mateix gènere s'introduiria aviat. Al febrer del 2013 el ministre de Justícia Antonis Roupakiotis va declarar que el govern estava considerant fer una esmena a la llei de convivència per incloure a les parelles del mateix sexe.
El 8 de febrer del 2011, el Tribunal Europeu dels Drets Humans (TEDH) va unir i acceptar dos casos de quatre parelles respecte a l'incompliment de l'article 8 (respecte de la vida privada i familiar), l'article 14 (llibertat de discriminació) i l'article 13 (recurs efectiu) del Conveni Europeu de Drets Humans. Els casos es van portar al TEDH arran de l'aprovació de la llei d'acord de convivència que excloïa específicament i expressament les parelles del mateix sexe que va fer el govern anterior. El 7 de novembre del 2013 el TEDH va dictaminar al procès Vallianatos and Others v. Greece (Vallinatos i Altres v. Grècia) que excloure les parelles del mateix sexe dels acords de convivència era discriminatori. El 12 de novembre el PASOK va anunciar la seva intenció de presentar un projecte de llei per modificar la llei del govern de Nova Democràcia.
La discussió sobre els grans canvis en la llei de famílies grega es van frenar entre el 2014 i el 2015 a causa de la dissolució del Parlament el desembre del 2014 per la impossibilitat d'escollir a Stavros Dimas com a president de Grècia. Les següents eleccions no es van convocar fins al gener del 2015.

### La llei del 2015
Al febrer del 2015, després de les eleccions parlamentàries en què va guanyar la Coalició de l'Esquerra Radical (SÍRIZA), el govern va prometre l'extensió dels acords de convivència a les parelles del mateix sexe. El projecte de llei pel canvi promès es va presentar el 10 de juny del 2015.
El 9 de novembre de 2015 es va publicar un nou esborrany del projecte de llei del conveni de convivència que atorgava alguns dels drets del matrimoni a les parelles. El ministre de Justícia, Nikos Paraskevopoulos, va anunciar que la llei no atorgaria el dret d'adopció a parelles del mateix sexe, però que la qüestió "s'estudiaria en el futur". El projecte de llei es va presentar al Parlament el 9 de desembre i es va aprovar el 23 de desembre de 2015 amb un vot de 194-55 amb 51 abstencions després d'un polèmic debat que va durar deu hores. El projecte de llei va comptar amb el suport de SÍRIZA, la Coalició Democràtica, To Potami i la Unió de Centristes i va ser rebutjat pel Partit Comunista de Grècia, el partit nacional-conservador Grecs Independents i el partit d'extrema dreta Alba Daurada. El partit Nova Democràcia va votar de manera dividida. La llei es va signar i va entrar en vigor el 24 de desembre del 2015. La primera signatura d'un acord de convivència entre parelles del mateix sexe es va celebrar a Atenes el 25 de gener del 2016 a càrrec de l'alcalde de la ciutat, Giorgos Kaminis.

### Estadístiques
D'acord amb l'Autoritat Estadística Hel·lènica (ELSTAT) el nombre d'acords de convivència signats per any és el següent:
| Any  | Unions del mateix sexe | Unions del mateix sexe | Unions del mateix sexe | Unions heterosexuals | Unions totals | % del mateix sexe |
| Any  | Home                   | Dona                   | Total                  | Unions heterosexuals | Unions totals | % del mateix sexe |
| ---- | ---------------------- | ---------------------- | ---------------------- | -------------------- | ------------- | ----------------- |
| 2016 | 167                    | 50                     | 217                    | 3579                 | 3796          | 5.12%             |
| 2017 | 94                     | 40                     | 134                    | 4787                 | 4921          | 2.72%             |
| 2018 | 231                    | 55                     | 286                    | 6083                 | 6369          | 4.49%             |
| 2019 | 199                    | 54                     | 253                    | 7671                 | 7671          | 3.19%             |
| 2020 | 172                    | 64                     | 236                    | 8750                 | 8750          | 2.63%             |
| 2021 | 225                    | 89                     | 314                    | 11236                | 11550         | 2.72%             |
| 2022 | 394                    | 113                    | 507                    | 12650                | 13157         | 3.85%             |

## Matrimoni entre persones del mateix sexe

### Primers matrimonis a Tilos
L'any 2008, el col·lectiu de lluita pels drets LGBT OLKE va anunciar la seva intenció de demandar els municipis que es neguessin a casar parelles del mateix sexe assenyalant una bretxa a la llei de 1982 que legalitzava el matrimoni civil entre "persones", sense fer referència al gènere. El 3 de juny de 2008, l'alcalde Anastasios Aliferis de Tilos va celebrar el matrimoni amb dues parelles del mateix sexe, dues dones lesbianes i dos homes gais, citant la bretxa legal. Aquest fet va ser molt criticat pels clergues de l'Església de Grècia, que en el passat també s'havien oposat a la introducció del matrimoni civil entre parelles de diferent sexe.
El ministre de Justícia, Sotirios Hatzigakis va declarar invàlids els matrimonis de Tilos i el fiscal del Tribunal Suprem Georgios Sanidas, van advertir Aliferis de les repercussions legals de "l'incompliment del seu deure", tot i que també va afirmar que "no tenia cap intenció d'anul·lar els matrimonis". Alguns funcionaris del govern van presentar una moció judicial per anul·lar els dos matrimonis de Tilos, provocant una onada de manifestacions i protestes entre la comunitat LGBT grega.
El 5 de maig de 2009, un tribunal de primera instància de Rodes va anul·lar els matrimonis, però les parelles van apel·lar la sentència. El 14 de gener de 2011 es va celebrar una vista del cas davant un tribunal d'apel·lació. El 14 d'abril de 2011, el tribunal va dictar una sentència de nul·litat dels dos matrimonis. El 30 de novembre de 2017, aquesta sentència va ser confirmada pel Tribunal Suprem. Les parelles van anunciar posteriorment la seva intenció de demandar Grècia davant el Tribunal Europeu de Drets Humans.

### La llei del 2024
El 10 de juny de 2019, el primer ministre Alexis Tsipras va anunciar que SÍRIZA, legalitzaria el matrimoni entre persones del mateix sexe si guanyava les eleccions parlamentàries celebrades el 7 de juliol de 2019. No obstant això, el seu partit no va ser reelegit. El juny de 2022, els legisladors de la Coalició de l'Esquerra Radical (SÍRIZA) van presentar un projecte de llei sobre el matrimoni entre persones del mateix sexe al Parlament hel·lènic, però no se'n va parlar abans del final de la legislatura.
El juliol de 2023, el primer ministre Kyriakos Mitsotakis, el partit Nova Democràcia del qual va ser reelegit a les eleccions de juny de 2023, va anunciar la intenció del seu govern de legalitzar el matrimoni entre persones del mateix sexe. Al desembre, la comunitat monàstica de l'Atos va expressar la seva oposició al projecte de llei del matrimoni LGBT que el govern va anunciar que s'estava a punt de presentar. L'Església de Grècia també va emetre un comunicat oposant-se a la proposta de llei i a l'adopció per part d'unions de persones del mateix sexe. Una enquesta d'opinió realitzada al desembre de 2023 va mostrar que el 52% dels ciutadans grecs donaven suport al matrimoni entre persones del mateix sexe.
El 8 de gener de 2024, la Coalició de l'Esquerra Radical va presentar al Parlament el seu propi projecte de llei sobre el matrimoni entre persones del mateix sexe. El primer ministre Mitsotakis va confirmar la intenció del govern de legalitzar el matrimoni i l'adopció entre persones del mateix sexe el dia 10 de gener.
L'11 de gener, Stefanos Kasselakis va anunciar el seu suport al projecte de llei del govern malgrat les seves "imperfeccions" pel que fa als drets de paternitat de les persones LGBT i va declarar que donaria instruccions a tots els legisladors de SÍRIZA perquè votessin a favor de la proposta. El govern va descartar la celebració d'un referèndum sobre la qüestió el 19 de gener i va obrir un període de consulta pública de la llei entre el 25 i el 31 de gener. El projecte de llei va entrar al Parlament l'1 de febrer del 2024. La votació final de la llei va tenir lloc el 15 de febrer amb l'aprovació del projecte de llei per 176 vots a 76 en contra.
| Partit polític                           | Vots a favor | Vots en contra | Vots presents | Abtencions |
| ---------------------------------------- | ------------ | -------------- | ------------- | ---------- |
| Nova Democràcia (ND)                     | 107          | 20             | -             | 31         |
| Coalició de l'Esquerra Radical (SÍRIZA)  | 33           | -              | 1             | 2          |
| Moviment Socialista Panhel·lènic (PASOK) | 21           | -              |               | 11         |
| Partit Comunista de Grècia (KKE)         | -            | 21             | -             | -          |
| Solució grega                            | -            | 12             | -             | -          |
| Nova Esquerra (NA)                       | 9            | -              | -             | -          |
| Espartans                                | -            | 10             | -             | -          |
| Victòria                                 | -            | 10             | -             | -          |
| Curs de Llibertat                        | 6            | -              | -             | -          |
| Independents                             | -            | 3              | -             | -          |
| Total                                    | 176          | 76             | 2             | 46         |